# Pseudopentameris
Pseudopentameris là một chi thực vật có hoa trong họ Hòa thảo (Poaceae).

## Loài
Chi Pseudopentameris gồm các loài: